# August Fredrik von Waldow
August Fredrik von Waldow, född 1769 i Brandenburg, död 1832 i Kalmar, var musikdirektör vid Kalmar regemente. Han var en preussisk militär och musiker som kom i svensk tjänst och förflyttades från Stralsund till Kalmar regemente av regementschefen Carl Mörner 1798. Waldow gjorde genast en gallring bland regementets musikanter. Sålunda befanns fagottisten Blom vid premiärmajorens kompani "oduglig att kunna lära sig traktera något instrument" och avpolletterades till sin hemort.
"Tysken August Fredrik Waldow var en utmärkt ledare. Han skrek och svor på bruten svenska och domderade under musikrepetitionerna, både ute och inne i musikpaviljongen".
Under Waldows tid som musikdirektör anskaffades av honom nya och flera musikinstrument liksom nothäften, vilka upptog allt från marscher och opera till operett och andra lättare musikstycken. Han var musikdirektör från den 15 juni 1798 till den 4 oktober 1825.